# 烏斯季卡爾曼卡區

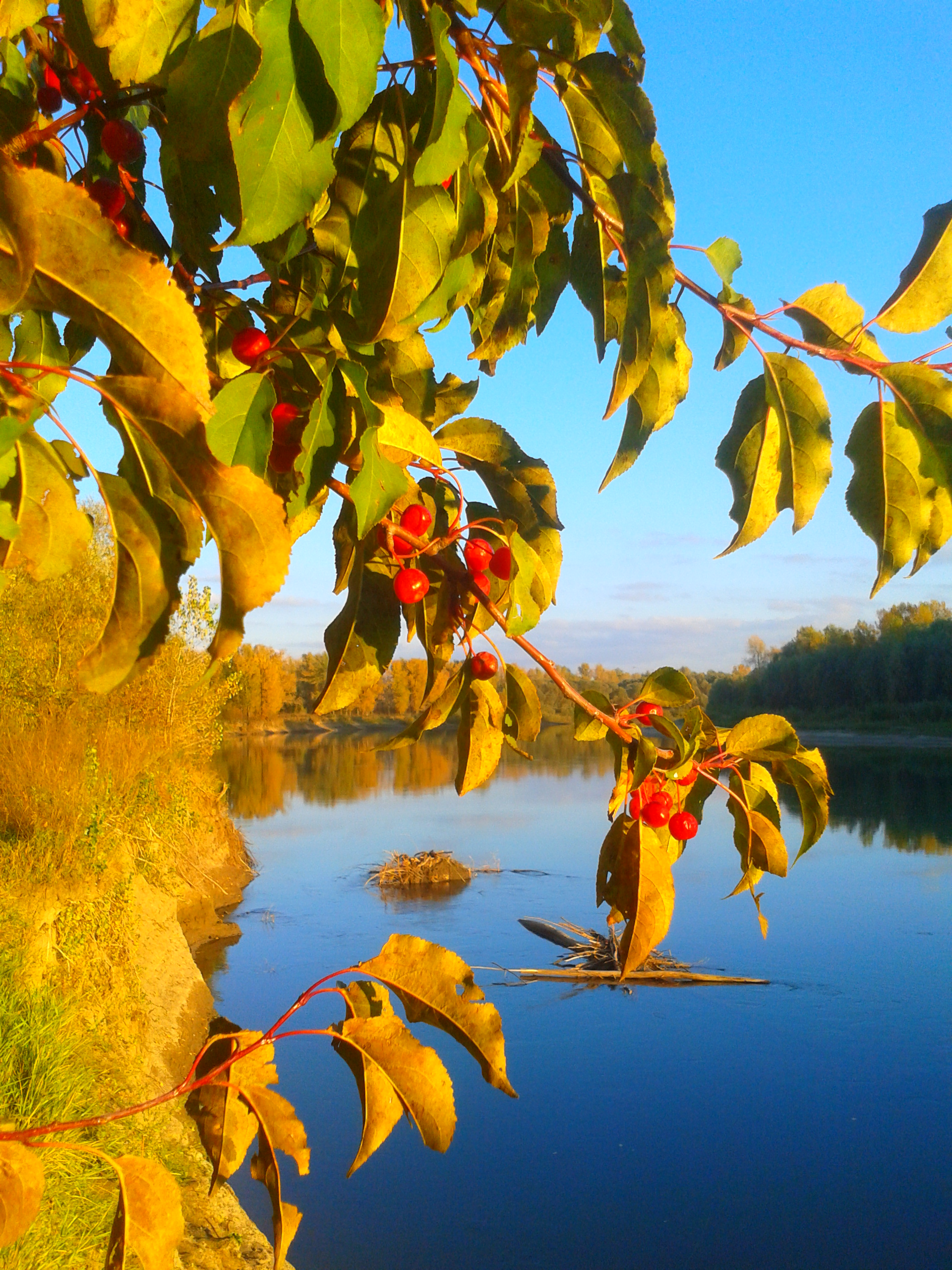

52°07′N 83°19′E / 52.117°N 83.317°E
烏斯季卡爾曼卡區（俄语：Усть-Калманский район），是俄羅斯的一個區，位於該國南部，由阿爾泰邊疆區負責管轄，面積2,300平方公里，2010年人口15,365，人口密度每平方公里6.68人。